# Jean Tiberi
Jean Tiberi (Parigi, 30 gennaio 1935 – Parigi, 27 maggio 2025) è stato un magistrato e politico francese, sindaco di Parigi dal 1995 al 2001.

## Biografia

### Deputato e Segretario di Stato
Di ascendenza corsa ma nato a Parigi, Tiberi è laureato in giurisprudenza ed è stato per qualche anno magistrato. Consigliere comunale di Parigi dal 1965, entra all'Assemblea nazionale nell'agosto del 1968 in quanto supplente di René Capitant che aveva dovuto dimettersi per incompatibilità con la nomina a ministro della giustizia. È costantemente rieletto nelle legislature successive, lasciando l'Assemblea nazionale nel 2012. È stato uno dei membri dell'Assemblea più longevi della Quinta Repubblica, e nel 2012 è stato nominato membro onorario del parlamento.
Dal gennaio all'agosto del 1976, Tiberi è stato segretario di Stato all'agricoltura nel primo governo presieduto da Jacques Chirac.

### Sindaco di Parigi
Tiberi è vicesindaco di Parigi dal 1983 al 1995, in pratica il braccio destro di Jacques Chirac sindaco dal 1977. E prima di candidarsi alle elezioni presidenziali del 1995, Chirac designa Tiberi come candidato ufficiale del Raggruppamento per la Repubblica per succedergli alla guida del municipio di Parigi. Nel maggio 1995, una volta eletto presidente della Repubblica, Chirac si dimette e Tiberi è eletto sindaco dal consiglio comunale, venendo poi rieletto alle elezioni amministrative del giugno successivo. Matiene la carica fino alle successive elezioni del 2001. Entrato in dissidenza con il suo stesso partito, alle elezioni amministrative del 2001 si presenta con una lista personale. Non ottiene un numero di seggi per poter per concorrere alla rielezione a sindaco, ma è comunque confermato consigliere comunale. In seguito si riconcilierà con il suo partito. Rieletto consigliere comunale nel 2008, non si ripresenta alle elezioni amministrative del 2014.
Nel corso del suo mandato di sindaco Tiberi attua una notevole correzione di rotta nella politica urbanistica comunale promuovendo il restauro e il risanamento dei quartieri caratteristici altrimenti destinati a scomparire (ad esempio il Bas-Belleville, il Faubourg Saint-Antoine e la Moskowa) e riducendo la portata delle operazioni immobiliari in progetto o in corso e ampliando gli spazi da destinare a verde e servizi.
Si devono a Tiberi la realizzazione della "Coulée verte" e del "Viaduc des Arts" (una pista pedonale che riutilizza il sedime, i tunnel e i cavalcavia di una linea ferroviaria dismessa), della passerella Solférino (successivamente ribattezzata Léopold Sédar Senghor), dei parchi André Citroën e di Bercy.
Tiberi è stato il promotore dei lavori che nel 2006 hanno portato, dopo quasi ottant'anni, al ritorno delle linee tramviarie all'interno del perimetro del Comune di Parigi.
Per un quarto di secolo, dal 1983 al 1995 e dal 2001 al 2014, Tiberi è sindaco del V arrondissement di Parigi, con un'interruzione nel corso dei sei anni in cui è stato primo cittadino dal 1995 al 2001.
Amico di Jean-Edern Hallier, è stato membro del Cercle InterHallier dal 2019.